# Royalists to Romantics
Royalists to Romantics: Mujeres artistas en el Louvre, Versailles y otras colecciones nacionales francesas es una exposición que tuvo lugar entre el 24 de febrero al 29 de julio de 2012 en el Museo Nacional de Mujeres Artistas de Washington D. C..

## Exposición
Esta exposición fue organizada con motivo del veinticinco aniversario del Museo Nacional de Mujeres Artistas y fue comisariada por Jordana Pomeroy. Incluyó setenta y siete pinturas, esculturas, grabados y dibujos de treinta y cinco artistas francesas que desarrollaron su carrera entre 1750 y 1850, periodo que vio el ocaso del Antiguo Régimen, los traumas de la Revolución Francesa, el ascenso y caída de Napoleón y la Restauración monárquica.
A través de las obras de mujeres artistas procedentes de colecciones francesas, la exposición examinaba las teorías del siglo XVIII sobre la diferencia sexual y su influencia en la "cuestión de la mujer artista", así como las contradictorias actitudes revolucionarias hacia las mujeres artistas, que encontraron tanto limitaciones como oportunidades. También se abordó el contexto artístico general, en el que en la mayoría de los casos era excluidas de la Academia, y sus comitentes y mecenas, procedentes de la realeza, la aristocracia y la burguesía.
La muestra puso de relieve cómo las artistas de esta época abordaron casi todos los géneros y medios. Así, los bodegones ejemplares de Anne Vallayer-Coster y los convincentes retratos de importantes figuras políticas y culturales de Elisabeth Louise Vigée-LeBrun y Adélaïde Labille-Guiard han empezado a recuperar parte de su antigua fama. Otras obras, como las pinturas de historia de Antoine Cécile Hortense Haudebourt-Lescot, los paisajes de Louise Joséphine Sarazin de Belmont y las esculturas de Félicie de Fauveau arrojan luz sobre artistas menos recordadas pero no por ello menos notables.
Entre las instituciones prestadoras se encontraron el Museo del Louvre, el Museo Nacional del Palacio de Versailles, el Museo Marmottan Monet de París, el Museo de Picardía de Amiens y los museos de bellas artes de diferentes localidades francesas como Angers, Arras, Bourdeaux, Caen y Carcassone entre otros.
El catálogo incluye textos de Jordana Pomeroy, Laura Auricchio, Melissa Lee Hyde y Mary Sheriff.

## Artistas participantes
La lista de las artistas cuya obra se expuso es la siguiente: 
| Pauline Auzou - Madeleine Françoise Basseporte - Marie-Guillemine Benoist - Marie-Geneviève Bouliar - Henriette Jacotte Cappelaere - Constance Marie Charpentier - Julie Charpentier - Marie-Amélie Cogniet - Césarine Davin-Mirvault - Herminie Dehérain - Rose Adélaïde Ducreux - Félicie de Fauveau - Anne Rosalie Filleul - Marguerite Gérad - Marie Éléonore Godefroid - Adrienne Marie Louise Grandpierre-Deverzy - Hortense Haudebourt-Lescot - Marie Victoire Lemoine | Henriette Lorimier - Catherine Lusurier - Constance Mayer - Angélique Mongez - Eulalie Morin - Adèle Romany - Sophie Rude - Louise Joséphine Sarazin de Belmont - Eugénie Servières - Arsène Trouvé - Nanine Vallain - Anne Vallayer-Coster - Marie Thérèse Vien - Élisabeth Louise Vigée-LeBrun - Louise Marie-Jeanne Hersent - Adélaïde Labille-Guiard - Jeanne Philiberte Ledoux |